# Lalaye
Lalaye est une commune française située dans la circonscription administrative du Bas-Rhin et, depuis le 1er janvier 2021, dans le territoire de la Collectivité européenne d'Alsace, en région Grand Est.
Cette commune se trouve dans la région historique et culturelle d'Alsace.

## Géographie

### Localisation
Lalaye est située à 3 km en amont de la commune de Villé et sur la rive gauche du Giessen d'Urbeis. Elle a une surface de 818 ha. La commune est fermée au nord par l'arête de la Honel qui se maintient autour de 600 mètres d'altitude jusqu'au Blanc-Noyer qui domine la vallée du Giessen de Steige. À l'ouest, les deux ramifications du vallon de Charbes viennent buter sur les puissantes hauteurs du Mont (822 m) qui précèdent le replat où s'est installé le hameau du Climont. Au sud enfin, une ligne de crêtes moins élevé court du Kohlberg (500 m) jusqu'à la Goutte Henri (610 m) et sépare le vallon de la vallée du Giessen proprement dite.
Le village (310 m) s'est établi à l'extrême limite du ban communal, peu avant le confluent du ruisseau de Charbes et du Giessen d'Urbeis. Les habitations s'étirent sur l'adret de l'étroit vallon de Charbes, ce dernier hameau s'allongeant lui aussi sur les berges des deux branches de la rivière.
L'influence vosgienne sur l'habitat se fait nettement sentir ici par la présence de nombreuses constructions isolées dans la montagne (anciennes exploitations agricoles) : Chindé, Wachtembret, Sachelingoutte, la Grande Basse, Pransureux, le Blanc Noyer... Les habitants sont dénommés les Lachenois et Lachenoises.

### Communes limitrophes
| Steige | Maisonsgoutte | Saint-Martin |
|        | Lalaye        | Bassemberg   |
| Urbeis |               | Fouchy       |

### Géologie
Le territoire communal repose sur le bassin houiller de la vallée de Villé.

### Hydrographie

#### Réseau hydrographique
La commune est dans le bassin versant du Rhin au sein du bassin Rhin-Meuse. Elle est drainée par le Giessen et le ruisseau de Charbes,.
Le Giessen, d'une longueur de 34 km, prend sa source dans la commune de Urbeis et se jette  dans l'Ill à Ebersmunster, après avoir traversé 18 communes. 

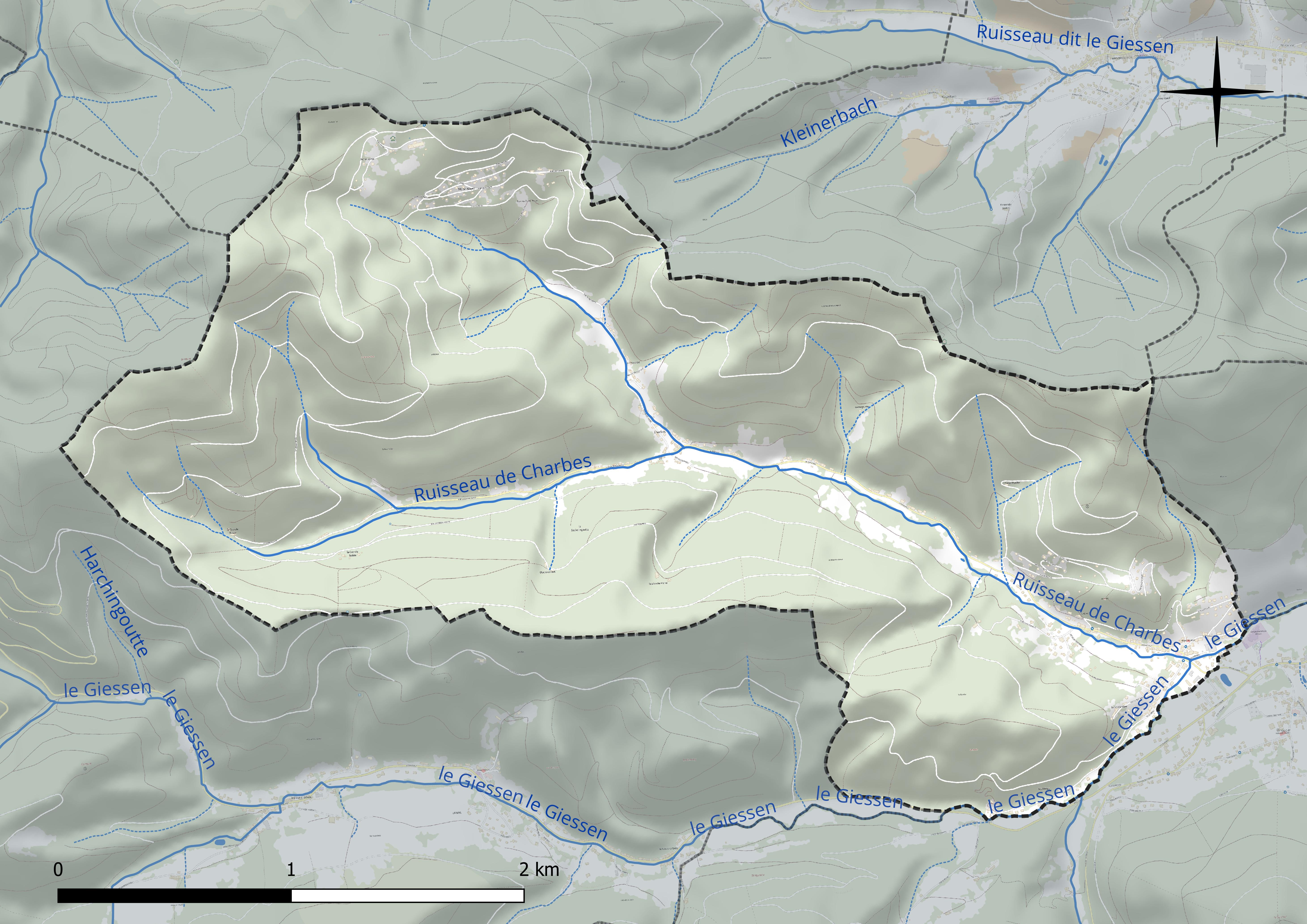
Réseau hydrographique de Lalaye.

#### Gestion et qualité des eaux
Le territoire communal est couvert par le schéma d'aménagement et de gestion des eaux (SAGE) « Giessen Liepvrette ». Ce document de planification concerne les bassins versants du Giessen et de la Lièpvrette.  Son périmètre s’étend sur 317 km2. Il a été approuvé le 13 avril 2016. La structure porteuse de l'élaboration et de la mise en œuvre est le Syndicat des eaux et de l'assainissement Alsace Moselle. 
La qualité des cours d’eau peut être consultée sur un site dédié géré par les agences de l’eau et l’Agence française pour la biodiversité. 

### Climat
Pour des articles plus généraux, voir Climat du Grand Est et Climat du Bas-Rhin.
En 2010, le climat de la commune est de type climat de montagne, selon une étude du Centre national de la recherche scientifique s'appuyant sur une série de données couvrant la période 1971-2000. En 2020, Météo-France publie une typologie des climats de la France métropolitaine dans laquelle la commune est exposée à un climat semi-continental et est dans la région climatique  Vosges, caractérisée par une pluviométrie très élevée (1 500 à 2 000 mm/an) en toutes saisons et un hiver rude (moins de 1 °C). 
Pour la période 1971-2000, la température annuelle moyenne est de 10,1 °C, avec une amplitude thermique annuelle de 17,4 °C. Le cumul annuel moyen de précipitations est de 802 mm, avec 10,3 jours de précipitations en janvier et 11 jours en juillet. Pour la période 1991-2020, la température moyenne annuelle observée sur la station météorologique de Météo-France la plus proche, « Ville », sur la commune de Villé à 3 km à vol d'oiseau, est de 11,3 °C et le cumul annuel moyen de précipitations est de 957,7 mm. 
La température maximale relevée sur cette station est de 39,5 °C, atteinte le 13 août 2003 ; la température minimale est de −19 °C, atteinte le 7 février 1991,,. 
Les paramètres climatiques de la commune ont été estimés pour le milieu du siècle (2041-2070) selon différents scénarios d'émission de gaz à effet de serre à partir des nouvelles projections climatiques de référence DRIAS-2020. Ils sont consultables sur un site dédié publié par Météo-France en novembre 2022.

## Urbanisme

### Typologie
Au 1er janvier 2024, Lalaye est catégorisée commune rurale à habitat dispersé, selon la nouvelle grille communale de densité à sept niveaux définie par l'Insee en 2022.
Elle est située hors unité urbaine. Par ailleurs la commune fait partie de l'aire d'attraction de Sélestat, dont elle est une commune de la couronne,. Cette aire, qui regroupe 37 communes, est catégorisée dans les aires de 50 000 à moins de 200 000 habitants,.

### Occupation des sols
L'occupation des sols de la commune, telle qu'elle ressort de la base de données européenne d’occupation biophysique des sols Corine Land Cover (CLC), est marquée par l'importance des forêts et milieux semi-naturels (85,4 % en 2018), une proportion identique à celle de 1990 (85,4 %). La répartition détaillée en 2018 est la suivante : 
forêts (85,4 %), zones agricoles hétérogènes (12,1 %), zones urbanisées (2 %), prairies (0,5 %). L'évolution de l’occupation des sols de la commune et de ses infrastructures peut être observée sur les différentes représentations cartographiques du territoire : la carte de Cassini (XVIIIe siècle), la carte d'état-major (1820-1866) et les cartes ou photos aériennes de l'IGN pour la période actuelle (1950 à aujourd'hui).

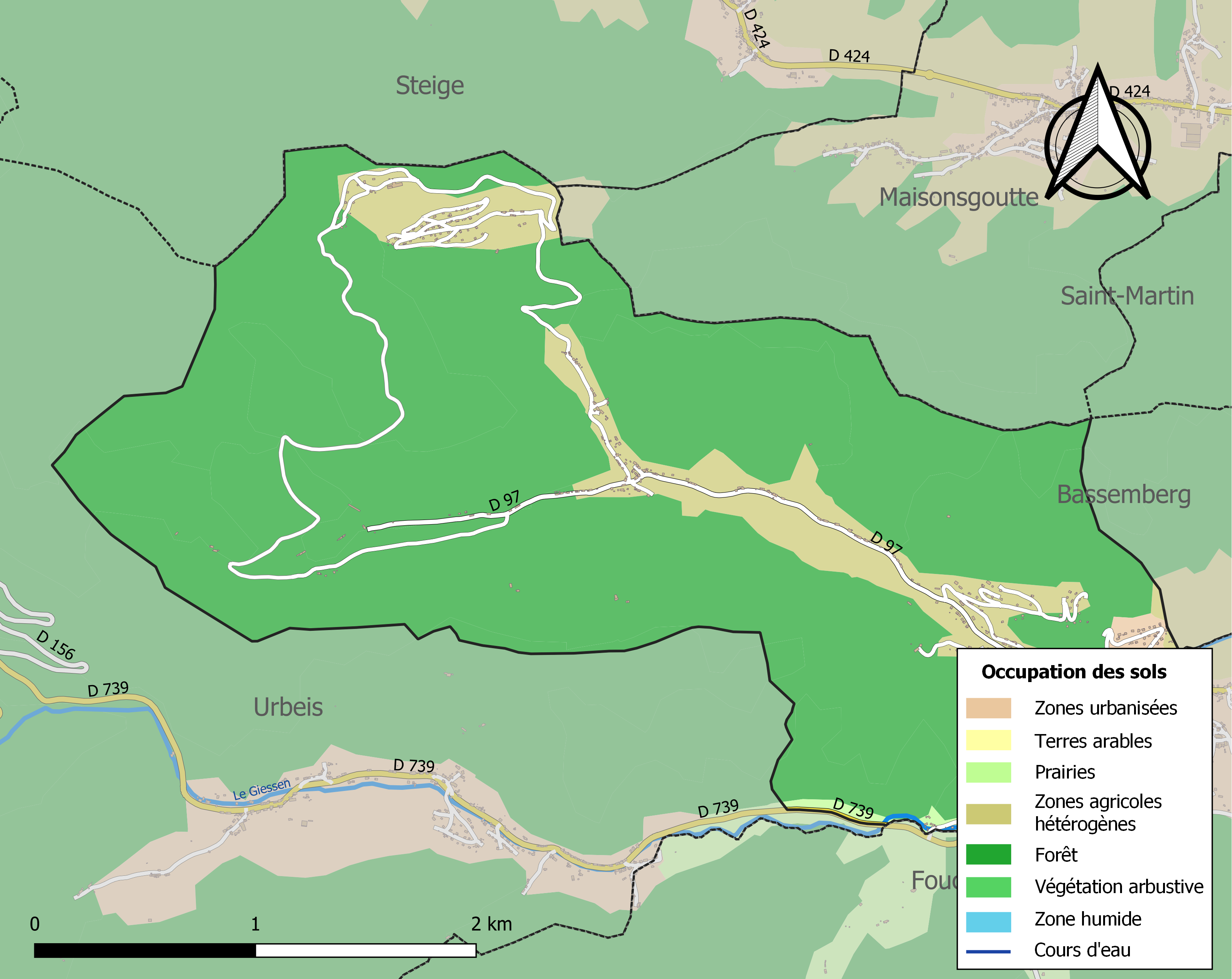
Carte des infrastructures et de l'occupation des sols de la commune en 2018 (CLC).

### Voies de communication et transports
Le village de Lalaye est situé à proximité de la route qui relie Sélestat à Saint-Dié, route qui passe par Villé à 3 km. Lalaye se trouve sur la D 39, à la sortie de Bassemberg. Les villages les plus proches sont : Fouchy, Breitenau et Urbeis, situés tous au sud du massif de la Honel et de Steige qui se trouve à l'extrémité de ce massif. En arrivant à Fouchy, il faut quitter la D 39 et s'engager sur la D 97 qui se trouve en face de l'hôtel restaurant Diette.

### Écarts et lieux-dits
- Le Blanc-Noyer ;
- Chindé ;
- Charbes ;
- la Grande Basse ;
- la Grande Bollée ;
- le Pransureux ;
- Sachelingoutte ;
- Wachtembert ;
- la Hollée ;
- les Mines.

Son annexe Charbes portait autrefois le nom de Mittelscheer dont on a retrouvé des traces en 1471, 1477, 1488 puis en 1492 dans des documents concernant les mines de Bilstein. Ce toponyme est aussi mentionné sur une carte de Specklin datant de 1576. Sur la carte de Cassini établie au XVIIIe siècle, le nom apparaît sous la dénomination de Charpe, puis sous Charbes. En patois local, le village était désigné sous le nom de Horb. Mittelscheer est le nom germanique du ruisseau qui prend sa source au Climont et qui coule parallèlement à celui de la Scheer d'Urbeis et à celui de Steige. La Scheer est l'ancien nom connu actuellement sous le vocable de Giessen. Charbes signifierait le ruisseau de la Scheer.

## Toponymie
Lalaye provient certainement du nom Lach en allemand et en dialecte alsacien et Lela du patois roman. Ce toponyme a beaucoup varié au cours des siècles passés en fonction de l'écriture des scribes de l'époque. On retrouve le nom germanique Lachen en 1281, Lach en 1303, puis en 1561. À partir du XVIIIe siècle le nom prend une consonance française : La Ley en 1768, Lallay sur la carte Cassini édité au milieu du XVIIIe siècle, Lalay en 1758, et enfin Lalaye et Lach en 1789. Pendant l'occupation allemande entre 1871-1918 et 1940-1944 le nom sera germanisé.

## Histoire

### Un village faisant d'abord partie de la seigneurie deVillé
On ne connaît pas exactement la date exacte de la création du village. Cependant on trouve une première mention dans un inventaire dressé en 1303 par Burkhard von Fricke, un notaire qui s'était mis au service de la puissante famille des Habsbourg. Au milieu du XIIIe siècle, cette famille possédait l'Albrechstal et le notaire avait pour mission de recenser tous les droits et revenus de cette famille dans chaque village dont celui de Lach. Par la suite la commune passa entre les mains de plusieurs propriétaires, soit comme fief ou comme propriété. Ce fut notamment le cas de la famille des Rathsamhausen zum Stein (Rathsamhausen du ban de la Roche), puis de la famille noble des Bollwiller.

### La communauté religieuse
La communauté catholique de Lalaye était affiliée à la paroisse de Villé. Les habitants de confession catholique étaient donc obligés de se rendre à Villé pour suivre les offices du dimanche. Un document de 1665 sur "l'état des paroisses" de la seigneurie de Villé mentionne qu'il n'y a pas de chapelle à Mittelscheer, mais signale l'existence d'un édifice à Lach qui se trouve en bon état et qui est placée sous l'invocation de sainte Dorothée. L'abbesse d'Andlau en perçoit la dîme et le curé de Villé administre cette chapelle et y célèbre la messe. À partir de 1777, l'ancienne chapelle est démolie et une église dont les plans sont édifiés par Christiani est érigée au même emplacement. Cette église permet d'accueillir des effectifs beaucoup plus nombreux dus à l'arrivée massive de la forte immigration du XVIIIe siècle. La communauté catholique comprend une cinquantaine de feux au milieu du siècle contre une vingtaine en 1720. En 1803, un vicaire est affecté à Lalaye-Charbes et réside dans le nouveau presbytère construit en 1810. Lalaye obtient le statut de paroisse en 1820.

### La guerre de Trente Ans
Avec la guerre de Trente Ans qui ruine le village, Louis XIV confie les terres aux Choiseul-Meuse. Le village se repeuple alors grâce à l'arrivée massive de Lorrains qui amènent leur patois roman (welche). On voit arriver dans le village les Humbert, les Masson, les Forchard qui viennent des Vosges.

### Une forte émigration auXIXesiècle
À partir du XIXe siècle, Lalaye connaît un fort exode de sa population dû principalement au manque de débouché et de travail dans la vallée. Certains habitants émigrent vers Paris, d'autres s'installent au Canada ou aux États-Unis. Monseigneur Jean Gaire, grand missionnaire originaire de Lalaye, s'installe au Canada. Il encourage ses compatriotes à venir le rejoindre.

### Création d'une école
Deux écoles voient le jour à partir du XIXe siècle, l'une à Charbes en 1832, l'autre à Lalaye en 1860.

### Lalaye relativement épargné au cours des deux derniers conflits mondiaux
Le village est relativement épargné au cours des deux guerres mondiales. Entre 1914 et 1918, le village perd 17 de ses habitants et 14 au cours de la Seconde Guerre mondiale.

## Mines

### Exploitations minières
Lalaye comprenait autrefois d'importants gisements miniers, dont le plus ancien se trouvait au lieu-dit la Hollée. On y exploitait surtout du plomb argentifère à la fin du Moyen Âge. Le minerai était extrait notamment par un dépilage journalier. En parcourant la route, vers Charbes, on trouve une autre mine connue sous le nom de Haus Osterreich, exploitée pendant le XVIe siècle et le début du XVIIe siècle. Plusieurs chantiers de fouilles effectués sur ces deux sites ont permis de retracer une partie de l'histoire et de découvrir un ancien puits qui était encore équipé d'une roue hydraulique et d'un double corps de pompe. D'autres filons d'antimoine existaient à la même époque au Wolfsloch. Les travaux miniers ont été effectués entre 1748 et 1848 pendant une centaine d'années.
On a surtout extrait une houille d'excellente qualité sur plusieurs galeries au Kohlberg, qui était surtout utilisée pour les forges. Le 1er juin 1826, deux concessions situées dans la Vallée de Villé deviennent la propriété de monsieur Cuny qui autorisera en 1829 une prospection par sondage réalisée par la Compagnie départementale du Haut-Rhin pour la recherche de houille, sans grands résultats.
Après une absence de plusieurs années, une autre reprise d'exploitation a lieu à partir de 1901. D'autres sites miniers plus ou moins connus ont été signalés : Sachelingoutte (XVIe siècle), Pransureux, le Beheu, Mines du Ruisseau. Ces trois sites concernaient probablement des filons d'antimoine.

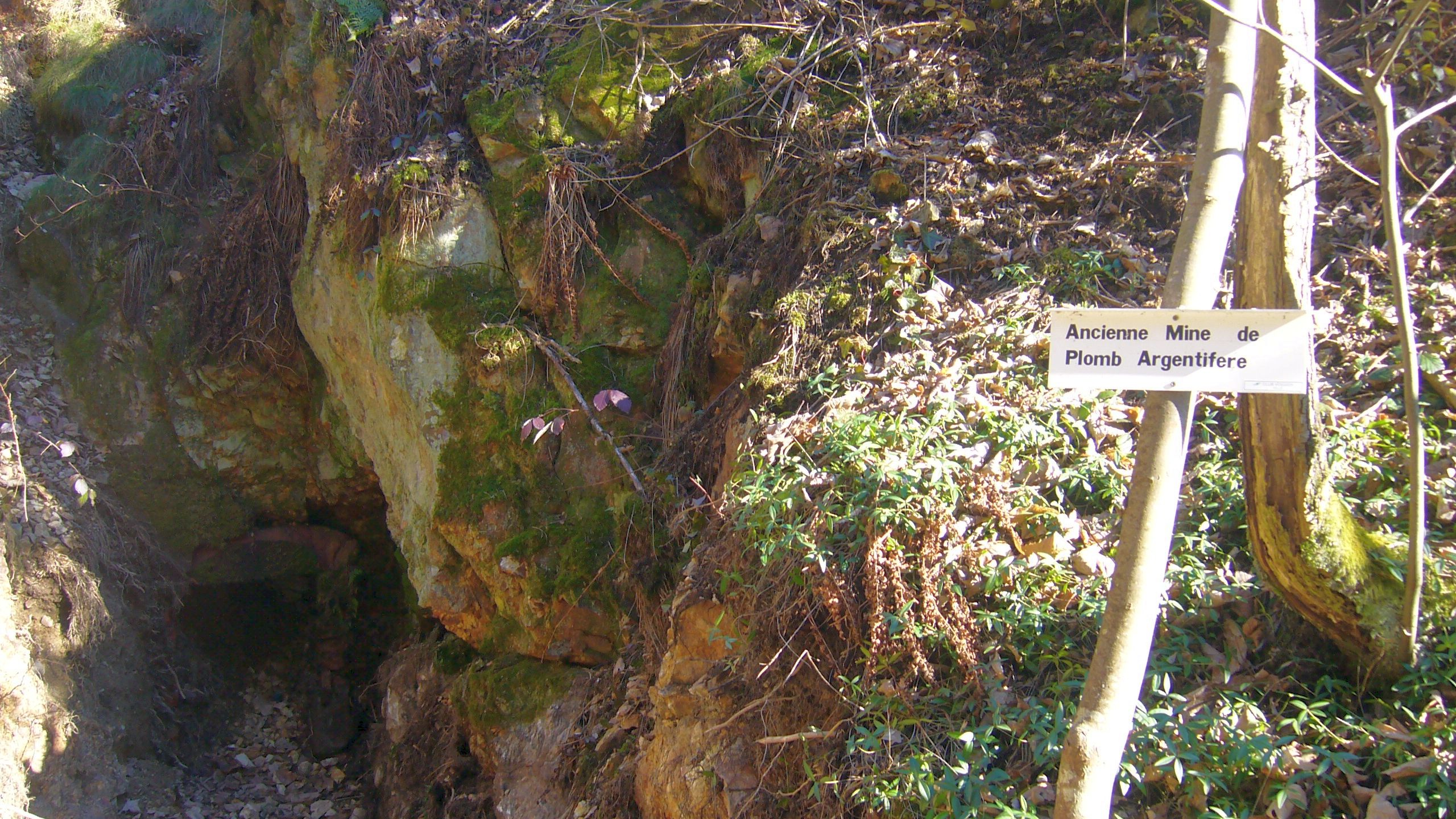
Entrée d'une ancienne mine de plomb argentifère au lieu-dit la Hollée à Lalaye.
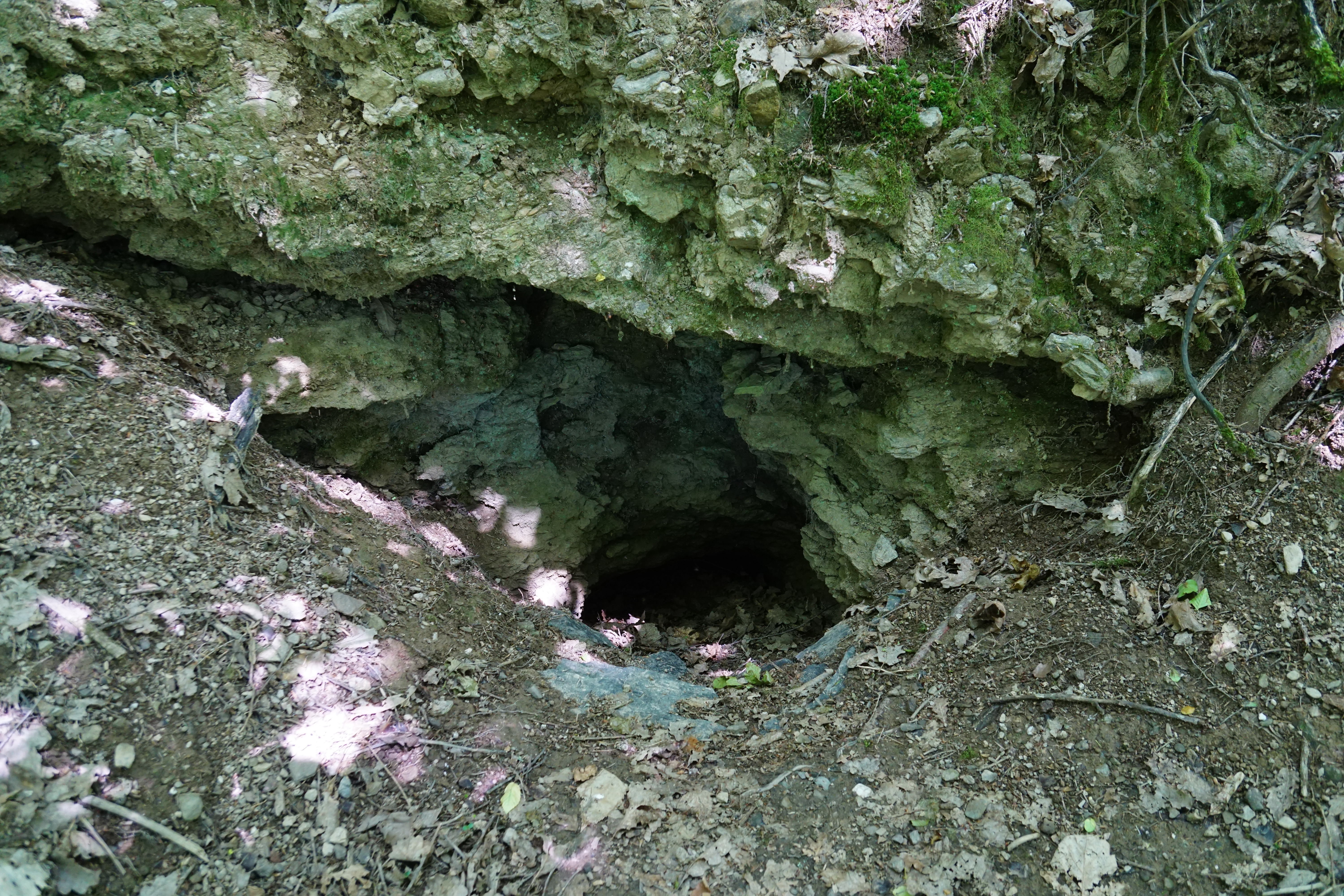
Entrée d'une mine de charbon du Kohlberg.
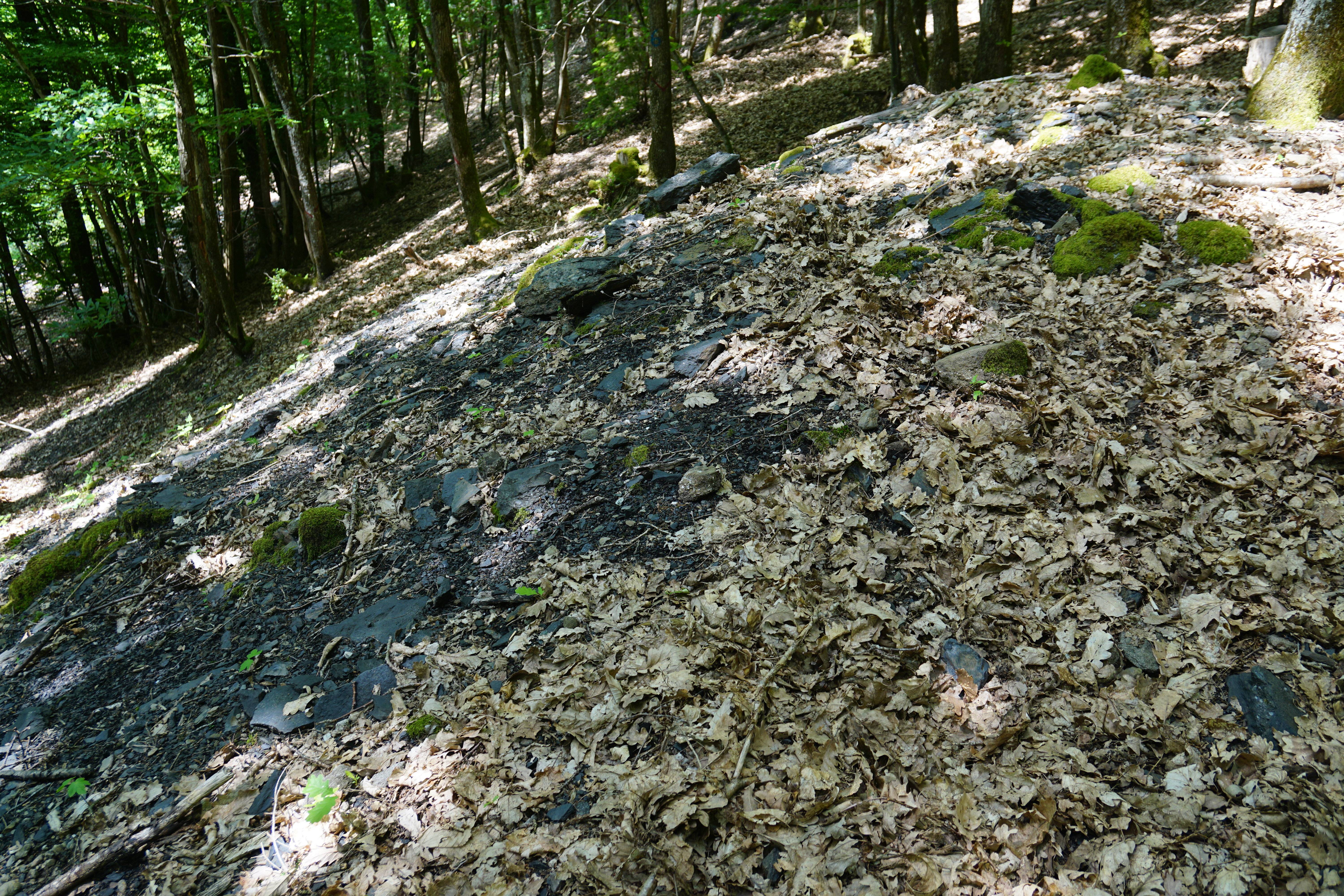
Terril de schiste au Kohlberg.

### Carrières
Une ancienne carrière de mylonite, encore activité après la Seconde Guerre mondiale, se trouvait au Molloch sur le site même de l'ancienne exploitation de plomb argentifère de la Hollée. La roche extraite servait surtout au soubassement des routes.

## Politique et administration
La mairie est localisée dans l'ancien presbytère au 12 rue de Bassemberg.

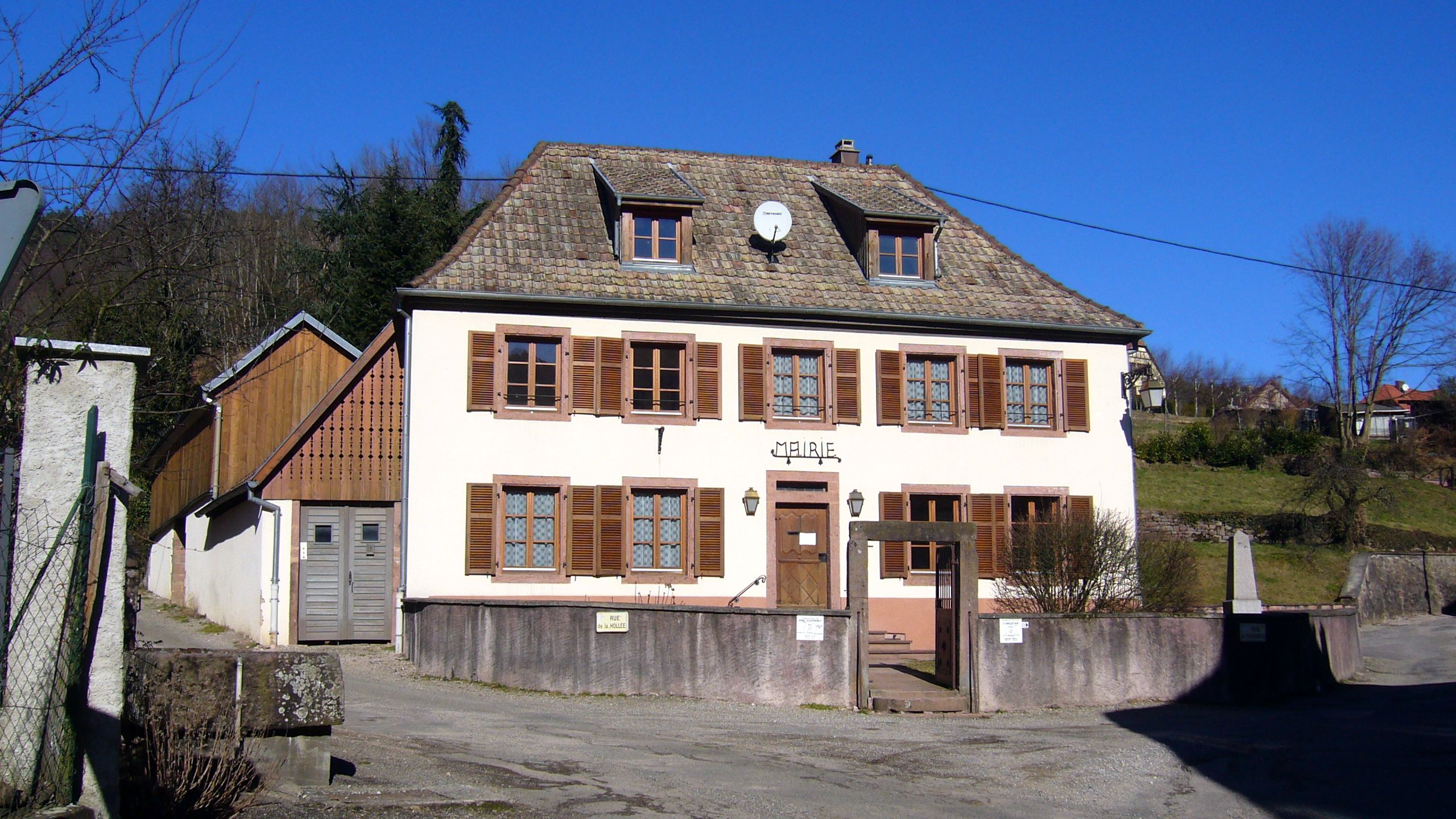
La mairie de Lalaye.

| Période                                  | Période                   | Identité                                          | Étiquette | Qualité                       |
| ---------------------------------------- | ------------------------- | ------------------------------------------------- | --------- | ----------------------------- |
| Les données manquantes sont à compléter. |                           |                                                   |           |                               |
| av.1962                                  | ?                         | Jean-Louis Guiot                                  | UNR       | Ingénieur, conseiller général |
| mars 2001                                | 2008                      | Jacques Deybre                                    |           |                               |
| mars 2008                                | 2014                      | Jean-Michel Bass                                  |           |                               |
| 2014                                     | En cours (au 31 mai 2020) | Yvette Walspurger Réélue pour le mandat 2020-2026 |           |                               |

## Population et société

### Démographie
L'évolution du nombre d'habitants est connue à travers les recensements de la population effectués dans la commune depuis 1793. Pour les communes de moins de 10 000 habitants, une enquête de recensement portant sur toute la population est réalisée tous les cinq ans, les populations de référence des années intermédiaires étant quant à elles estimées par interpolation ou extrapolation. Pour la commune, le premier recensement exhaustif entrant dans le cadre du nouveau dispositif a été réalisé en 2006.

En 2022, la commune comptait 491 habitants, en évolution de +4,25 % par rapport à 2016 (Bas-Rhin : +3,17 %, France hors Mayotte : +2,11 %).
| 1793 | 1800 | 1806 | 1821 | 1831 | 1836 | 1841 | 1846 | 1851 |
| ---- | ---- | ---- | ---- | ---- | ---- | ---- | ---- | ---- |
| 609  | 703  | 689  | 714  | 999  | 995  | 928  | 873  | 934  |

| 1856 | 1861 | 1866 | 1871 | 1875 | 1880 | 1885 | 1890 | 1895 |
| ---- | ---- | ---- | ---- | ---- | ---- | ---- | ---- | ---- |
| 890  | 940  | 952  | 961  | 894  | 858  | 805  | 824  | 849  |

| 1900 | 1905 | 1910 | 1921 | 1926 | 1931 | 1936 | 1946 | 1954 |
| ---- | ---- | ---- | ---- | ---- | ---- | ---- | ---- | ---- |
| 884  | 857  | 812  | 733  | 628  | 550  | 513  | 485  | 450  |

| 1962 | 1968 | 1975 | 1982 | 1990 | 1999 | 2006 | 2011 | 2016 |
| ---- | ---- | ---- | ---- | ---- | ---- | ---- | ---- | ---- |
| 403  | 405  | 365  | 346  | 364  | 390  | 439  | 438  | 471  |

| 2021 | 2022 | - | - | - | - | - | - | - |
| ---- | ---- | - | - | - | - | - | - | - |
| 487  | 491  | - | - | - | - | - | - | - |

## Culture locale et patrimoine

### Lieux et monuments

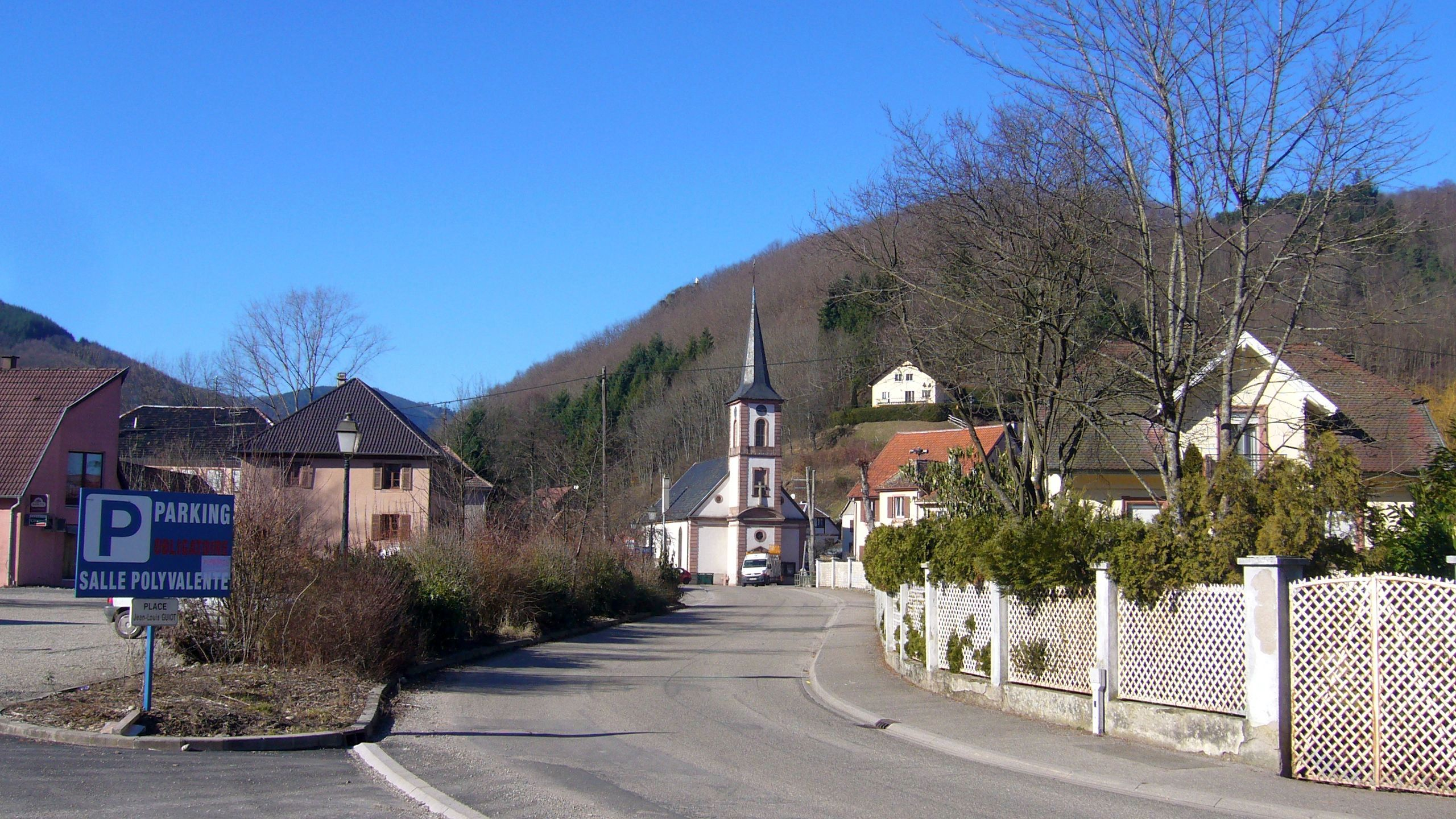
L'église Sainte-Aurélie.

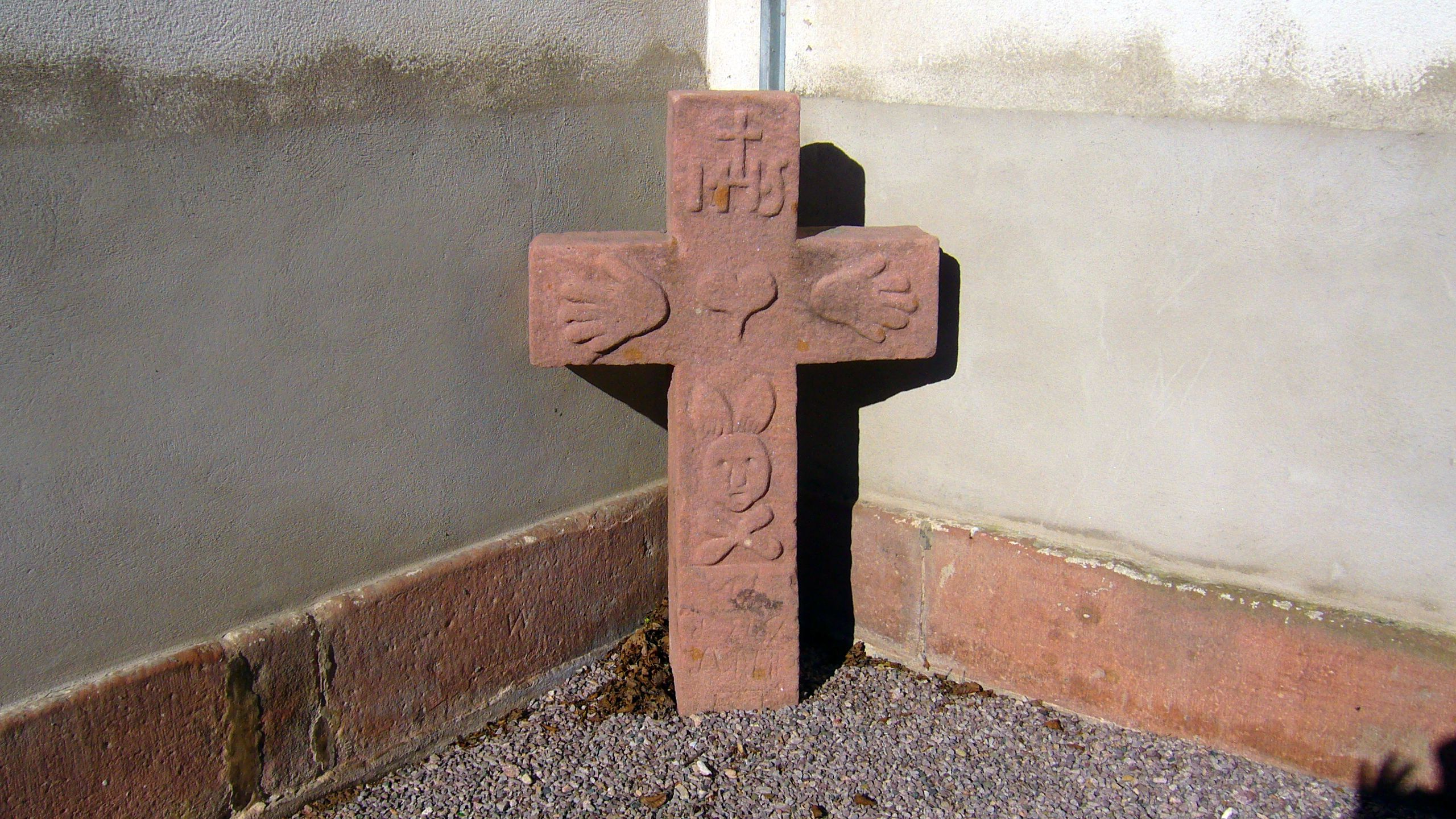
Croix près de l'église Sainte-Aurélie.

#### Église Sainte-Aurélie
L'église Sainte-Aurélie est datée de 1777. Elle a été érigée sur l'emplacement d'une ancienne chapelle mentionnée dès le XVIe siècle, dont on aperçoit plus aucune trace. Au Moyen Âge, Lalaye fait partie de la paroisse de Villé. L'église actuelle, construite en 1777, est placée sous la protection de sainte Aurélie, compagne vénérée de sainte Ursule. La légende rapporte qu'Aurélie soit restée à Strasbourg alors qu'Ursule ait poursuivi sa route vers Cologne. Sur sa tombe strasbourgeoise construite au IXe siècle, a été édifiée une chapelle, dédiée d'abord à saint Maurice, puis à sainte Aurélie en 1321. Sainte Aurélie est représentée sur un vitrail de la fin du XIIIe siècle qui se trouve dans la cathédrale de Strasbourg, vêtue d'une longue robe remontée par une ceinture sous un manteau décoré. Elle porte la palme non comme martyre mais symbole de sa récompense céleste.

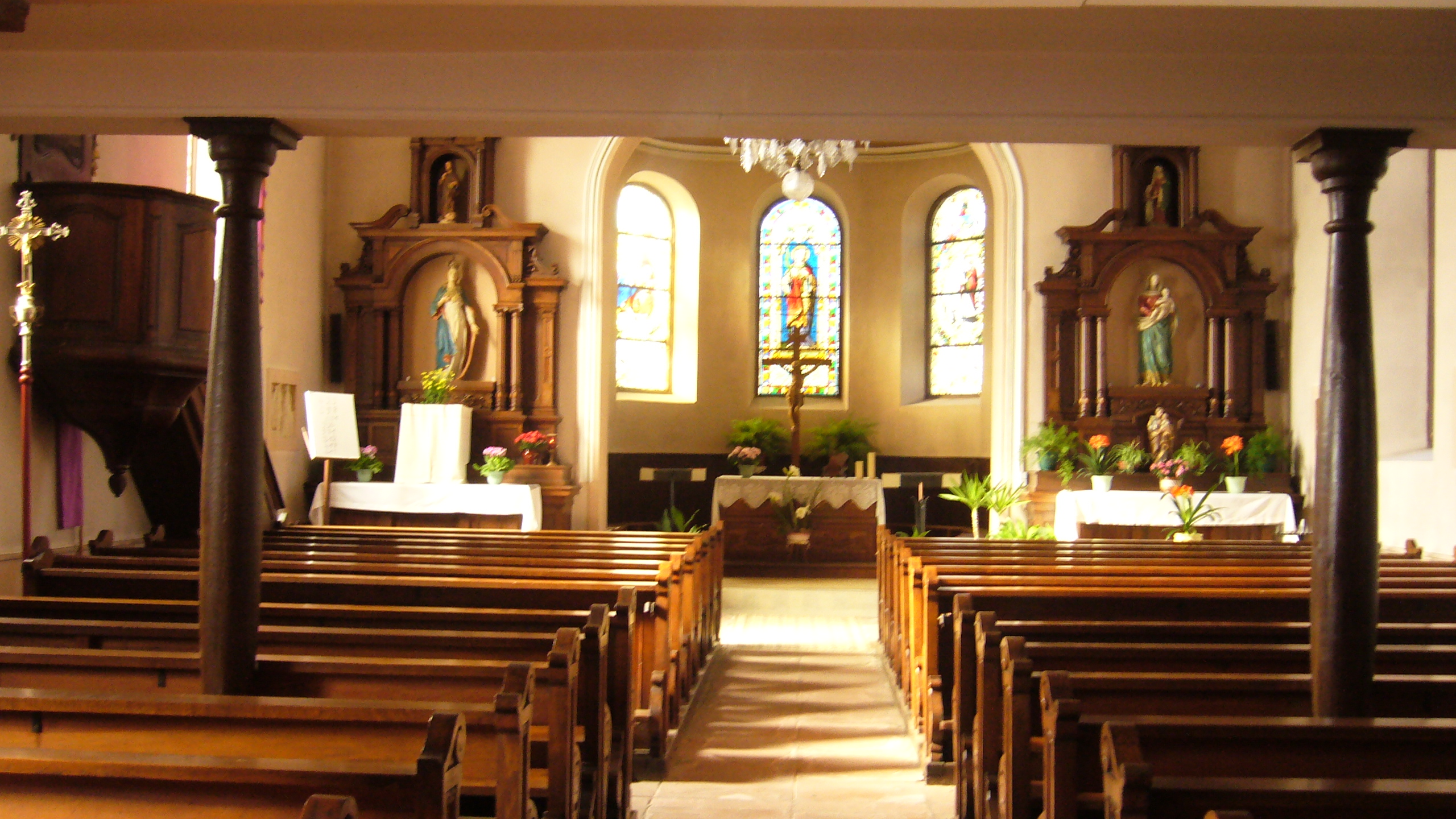
Intérieur de l'église Sainte-Aurélie.

L'église de Lalaye est de taille modeste (27 m × 11 m) et bien dans le style des églises alsaciennes du XVIIIe siècle. Il s'agit d'une bâtisse rectangulaire qui forme une vaste nef couverte d'un toit en bâtière. De solides chaînages d'angle, des encadrements de fenêtres, le tout en grès rose, structurent l'ensemble et brisent la monotonie. Le clocher-porche s'élève sur trois étages. Au-dessus de la porte d'entrée, un fronton triangulaire percé d'un oculus circulaire éclaire l'intérieur. La moulure en grès qui court au niveau du toit est égayée sur la tour par un arc arrondi, lui-même surmonté d'une croix en grès.
La nef est éclairée par trois vitraux sur chaque mur latéral. Certains d'entre eux ne présentent que des motifs floraux. À l'avant gauche, on reconnaît saint Édouard le Confesseur, roi anglo-saxon mort en 1066. Il est placé devant un paysage champêtre doté de sa couronne royale, son sceptre doré, vêtu d'un manteau pourpre par-dessus un habit vert. La présence de ce saint sur le vitrail est due à l'identité du donateur dont une mention confirme qu'il portait ce prénom. À l'avant droit de la nef, le vitrail est consacré à saint Antoine de Padoue. L'Enfant-Jésus qu'il porte joue avec le col de la bure franciscaine serrée par une cordelette. Les auréoles de sainteté se détachent sur le fond bleu du ciel et confèrent à ce vitrail une indéniable douceur.

#### Le rocher Notre-Dame

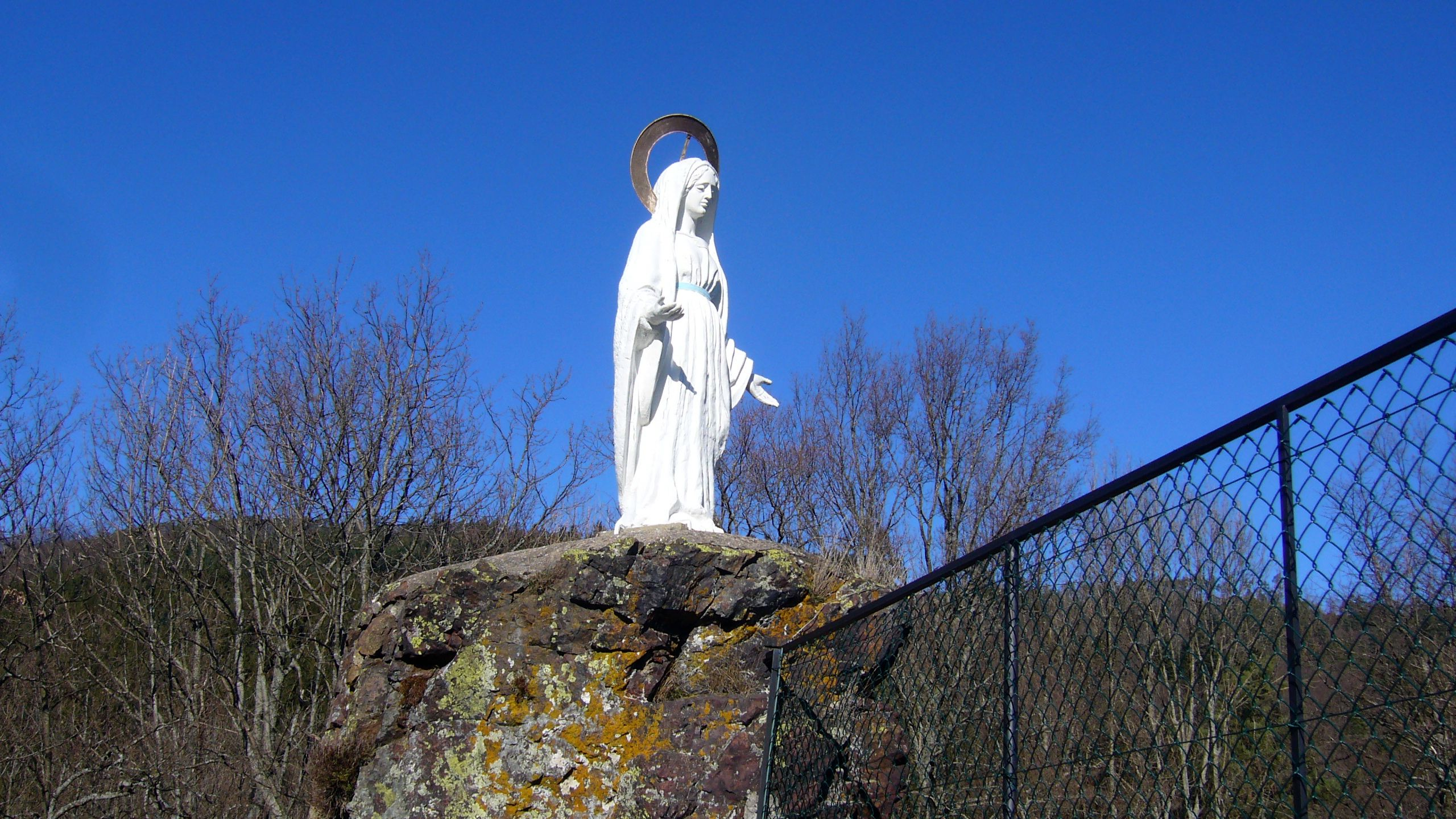
Statue de la Vierge perchée sur un piton rocheux.

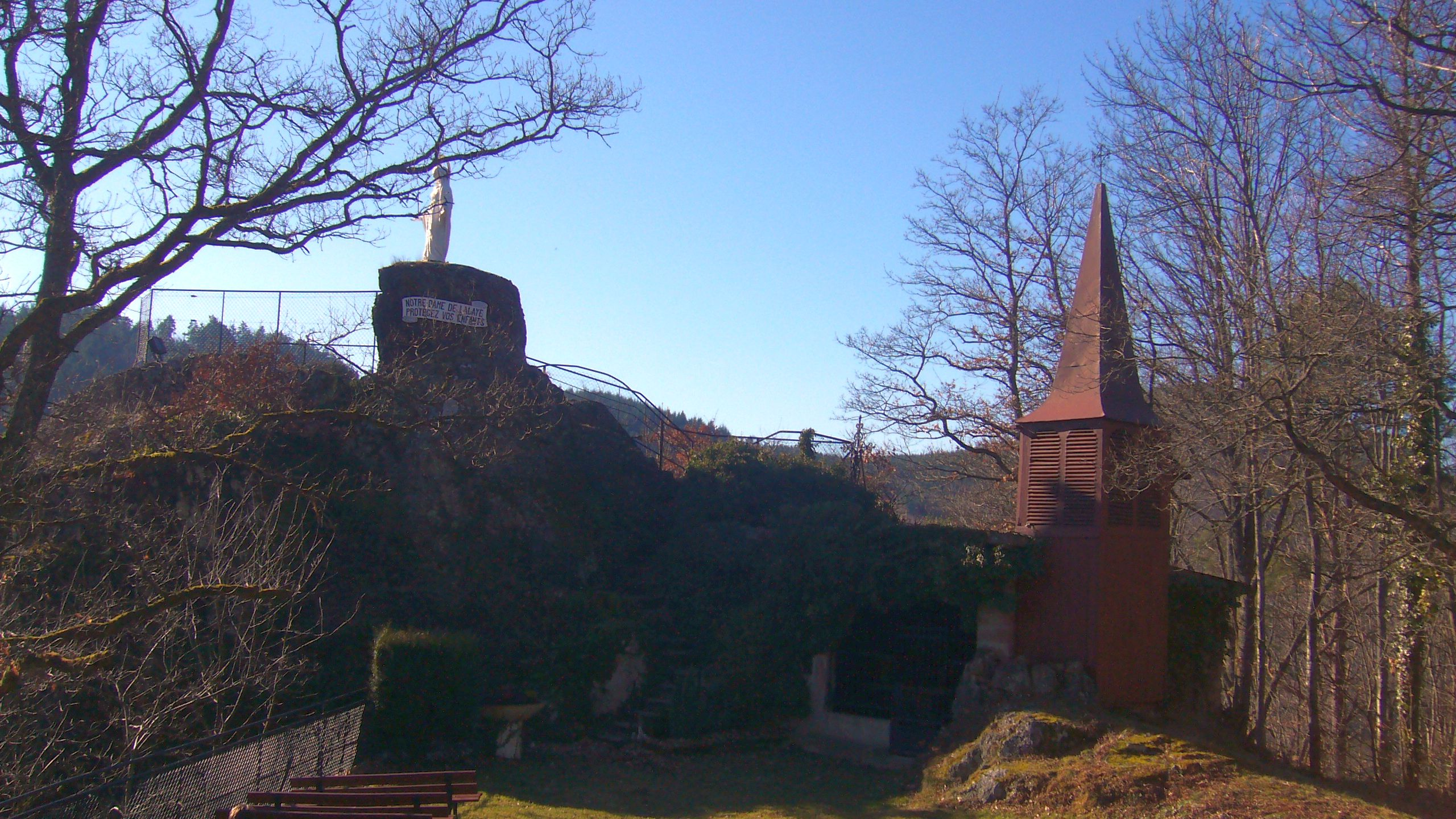
Rocher de Notre-Dame avec la statue et la chapelle.

Une statue de la Vierge miraculeuse de Catherine Labouré a été édifiée en 1865 sur un piton rocheux qui domine le vallon de Charbes. Pour se rendre sur ce rocher il faut prendre la direction de l'église du village et se diriger sur le sentier balisé par une croix rouge. Après la dernière maison qui se trouve à droite de la montée, on peut apercevoir une ancienne mine d'où l'on a extrait jadis du plomb argentifère. Un peu plus loin, on peut apercevoir une ancienne carrière de mylonite (granit). Il faut prendre ensuite un petit sentier à travers un taillis de chaînes qui mène sur le site rocheux où se trouve une statue de la Vierge installée en 1865 et qui représente la médaille miraculeuse. La Sainte Vierge serait apparue à Catherine Laboure. Le curé de l'époque, Adolphe Bresson, avait commandé une statue de sainte Aurélie, patronne de la paroisse, mais avait reçu par erreur une statue de la Vierge. Après la Première Guerre mondiale, des processions ont lieu chaque année sur ce lieu pour remercier la madone d'avoir protégé le village pendant le conflit. Plus tard, en 1933, une petite chapelle en forme de grotte de Lourdes avec son clocheton sera érigée à cet emplacement qui sera bénie par l'abbé Le Peutrec. On racontait aux enfants de Lalaye qu'on trouvait les bébés dans le rocher protecteur. L'évêque, Mrg Ruch, vient lui-même bénir et inaugurer ce lieu le 15 août 1933. Ce rocher Sainte-Aurélie, ou encore Notre-Dame, voire Sainte-Thérèse, deviendra un point de randonnée et de pèlerinage pour de nombreux habitants des villages voisins. Cet endroit donne lieu chaque année le 15 août à une procession qui part depuis l'église du village jusqu'au piton rocheux. Au pied de la statue, on jouit d'une superbe vue sur le village de Fouchy avec son église et sa forêt de sapins installé sur les flancs du Guichat.

### Croix des morts (1702)
La croix des morts date de 1702 et est située en bordure de la D 97, adossée à la maison n° 51A. C'est une croix sculptée en grès rose de facture simple. Une petite niche vide est taillée sous l'intersection des bras et à la base du fût, le trigramme du Christ est surmonté d'une croix. Comme à Breitenau et à Neubois, la croix des morts servait de reposoir au cercueil afin que le curé voisin vienne prendre le mort en charge.

### Autres calvaires

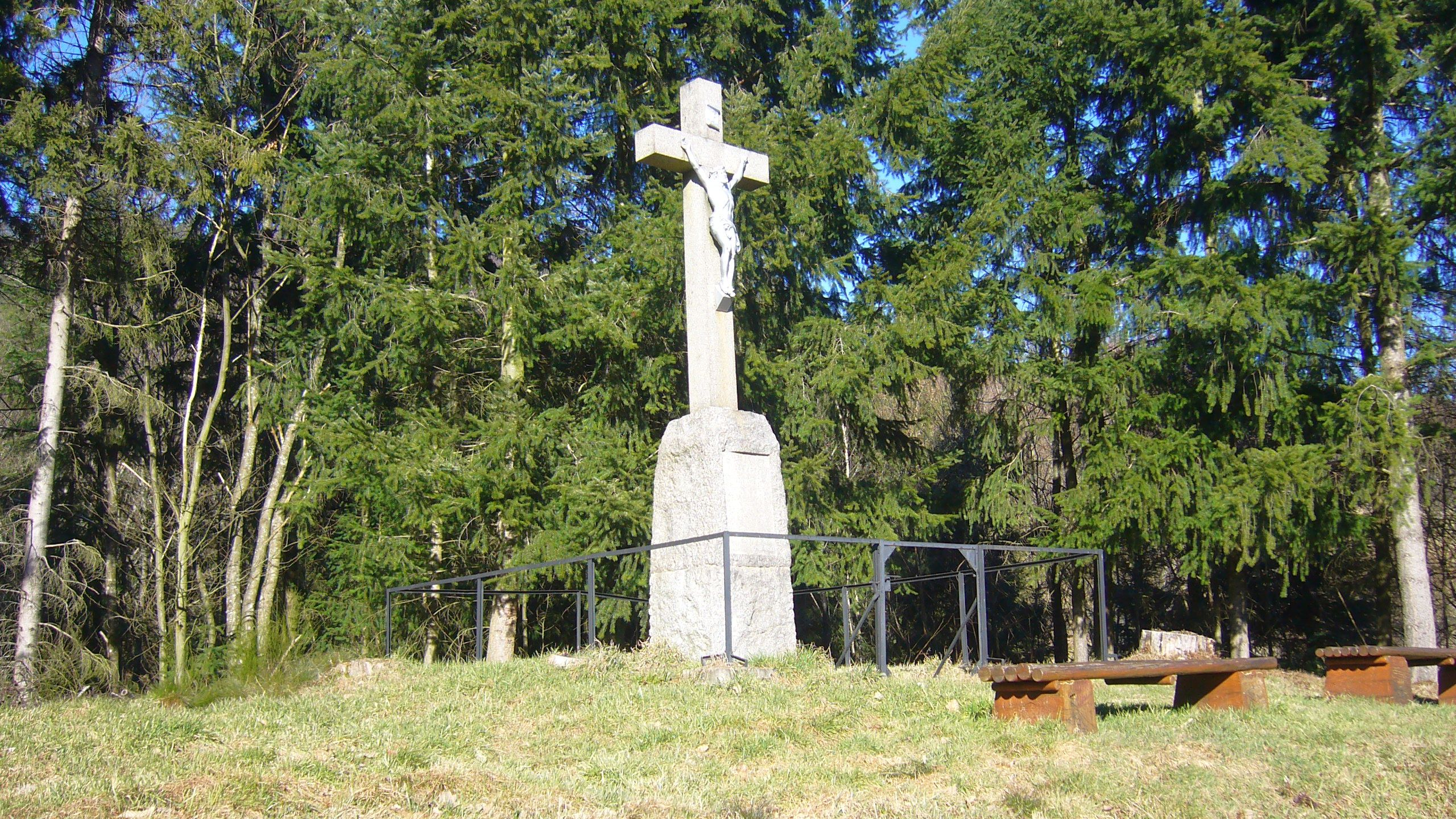
Calvaire de Lalaye.

### Bornes
Il existe quelques bornes frontières entre Urbeis et Steige qui sont marquées entre 1731 et 1756. Elles ne sont pas marquées par des armoiries. Lalaye est représentée par les lettres LS (Lalaye-Charbes) ou par La (Lalaye). On a répertorié une borne murée de 1588 avec, dans une cartouche, une sorte de trident. On n'en connaît pas sa provenance. S'agit-il d'une borne d'une ancienne concession minière ? On ne peut le dire avec certitude.

### Architecture des maisons d'habitation
Lalaye se trouve dans un vallon verdoyant et ombragé, situé le long de la D 97 qui relie Charbes à Lalaye. Le centre de l'agglomération se situe à l'endroit où la route décrit une courbe en direction du Banc-Noyer un écart avec quelques maisons. Autrefois la population vivait de l'agriculture, du tissage et aussi du travail des mines. C'est la raison pour laquelle on rencontre encore dans le village d'anciennes habitations de mineurs, des petites bâtisses plus ou moins bien conservées qui rappellent les conditions précaires des plus humbles des habitants de la vallée. Beaucoup de maisons de paysans-mineurs ou de tisserands, puis d'ouvriers du textile pratiquant une agriculture de loisir, se présentent sous la forme de petits bâtiments monoblocs qui ont réservé un espace assez réduit aux activités agricoles, alors que quelques grosses fermes à deux niveaux d'habitation font figure, dans cette basse-cour, de mères-poules qui picorent un peu en désordre le long de la route ou du ruisseau. Certains bâtiments remontent au XVIIIe siècle.

### Les maisons des mineurs
Les anciennes maisons de mineurs ont toutes subi des transformations importantes. Il est cependant possible de les reconnaître grâce à certains détails. Elles avaient été construites avec des matériaux trouvés à proximité des entrées de mines ou le long du canal d'alimentation de la roue actionnant la pompe du puits Mathis. C'étaient de petites bâtisses rectangulaires abritant sous un toit unique une minuscule cuisine, un ou deux chambres, une étable à chèvres et une porcherie. On en trouve certaines, construites sur des terrains pentus, qui adoptaient l'organisation des fermes à étable et cellier contigus mais sous une forme très simplifiée : les animaux se trouvaient logés sous l'habitation au lieu d'être à l'arrière du logis.

### Personnalités liées à la commune
- Monseigneur Jean Gaire (1853-1925).
- Émile Béron (1896–1966), homme politique.

### Héraldique
| Blason de Lalaye | Blason  | Écartelé : au premier et au quatrième d'argent à la fasce de sinople, à la bordure de gueules, au deuxième et au troisième d'azur au pal d'or chargé de trois chevrons de gueules. |
| Blason de Lalaye | Détails | Ce sont les armes des familles de Rathsamhausen et de Bollwiller. |

### Source
Cet article est extrait avec autorisation, en partie ou en totalité, de l'ouvrage Le Val de Villé, un pays, des hommes, une histoire, publié en 1995 et de divers annuaires de la Société d'Histoire du Val de Villé. Le contenu a pu être modifié depuis.